# Kaczuga indyjska
Kaczuga indyjska, pangszura indyjska (Pangshura tecta) – gatunek żółwia skrytoszyjnego z rodziny batagurowatych (Geoemydidae).
OpisKarapaks średnio wypukły, 4 pierwsze tarcze kręgowe mają duże, wysokie, do tyłu skierowane i ostro zakończone wyrostki tworzące zębaty kil. Pancerz jest oliwkowozielony lub brązowy, pokryty czerwonymi plamkami w czarnych obwódkach. Rogowe tarcze mają skraje jasnożółte. Plastron czerwonawy lub żółtawy w czarne plamy. Po bokach głowy i szyi biegną na przemian czerwone i żółte paski.
RozmiaryKarapaks do 40 cm.
BiotopDuże czyste i głębokie rzeki lub jeziora.
PokarmGłównie rośliny wodne i lądowe.
ZachowaniePotrafią głęboko nurkować, gdyż mają płuca obudowane wyrostkami kostnymi tworzącymi komory, co chroni je przed nadmiernym ciśnieniem wody.
WystępowanieAzja Południowa: zachodni Pakistan, Indie, południowy Nepal, Bangladesz – dorzecza Indusu, Gangesu i Brahmaputry.
Status zagrożenia i ochronaKaczuga indyjska jest uznawana przez Międzynarodową Unię Ochrony Przyrody za gatunek narażony na wyginięcie. Jest wymieniona w aneksie A Rozporządzenia Rady (WE) Nr 338/97 w sprawie handlu dzikimi zwierzętami oraz w załączniku I konwencji CITES.